# Bathybadistes spinosissima
Bathybadistes spinosissima är en kräftdjursart som beskrevs av Hansen 1916. Bathybadistes spinosissima ingår i släktet Bathybadistes och familjen Munnopsidae.
Artens utbredningsområde är Mexikanska golfen. Inga underarter finns listade i Catalogue of Life.